# Xã Girard, Michigan
Xã Girard (tiếng Anh: Girard Township) là một xã thuộc quận Branch, tiểu bang Michigan, Hoa Kỳ. Năm 2010, dân số của xã này là 1.780 người.